# François XIII de La Rochefoucauld
Pour les articles homonymes, voir La Rochefoucauld.
François XIII Armand Fréderic de La Rochefoucauld (Paris, 8 septembre 1765 - Paris, 17 novembre 1848), duc de La Rochefoucauld, est un militaire et homme politique français des XVIIIe et XIXe siècles.
François de La Rochefoucauld, duc d'Estissac, maréchal des camps et armées du roi.

## Biographie
Le fils aîné de François Alexandre Frédéric de La Rochefoucauld-Liancourt et Félicité de Lannion est connu jusqu'à l'époque de la Restauration française sous le nom de comte François de La Rochefoucauld.
Nommé officier au régiment de La Rochefoucauld cavalerie en 1780 comme cadet-gentilhomme, il est promu sous-lieutenant en 1781.
De 1783 à 1787, il interrompt sa carrière militaire pour visiter l'Angleterre, où il fait la connaissance d'Arthur Young, ami de son père.
En 1787, il est nommé officier au régiment de La Rochefoucauld cavalerie et promu en 1788 major en second au régiment de chasseurs à cheval de Champagne.
Il émigre après le 10 août 1792, et se retire d'abord à Hambourg, puis à Altona, où il épouse, le 24 septembre 1793, Marie-Francoise de Tott, fille de François, baron de Tott, issu d'une illustre et ancienne maison de Hongrie, maréchal des camps et armées du roi, célèbre par les efforts qu'il avait faits, en 1770, pour discipliner les troupes ottomanes à l'européenne.
Il s'engage dans l'armée ders princes, puis dans l'armée anglaise, sa présence est signalée notamment à l'Affaire de Quiberon. En 1800, il rentre en France, où il retrouve sa famille et obtient sa radiation de la liste des émigrés en 1801.
En 1804, il est élu maire de Liancourt jusqu'en 1810.
Nommé, en 1804, candidat au Corps législatif par le collège d'arrondissement de Clermont, il n'est pas élu, mais est nommé, le 2 mai 1809, par le Sénat conservateur, député de l'Oise à la Chambre basse, où il siège jusqu'en 1813.
Il commandait les gardes nationales mobiles dans la Belgique, lorsqu'il fut appelé à siéger, en 1814, à la Chambre des députés. Le 6 mai de la même année, le roi l'autorisa à reprendre le titre de duc d'Estissac, qu'avait porté son aïeul. Il fut autorisé, en 1817, à substituer le nom de Liancourt à celui d'Estissac, cédé à un parent.
Louis XVIII le promeut au grade de maréchal-de-camp le 23 octobre 1815, et le nomme à la 1re division militaire.
En 1815 et 1816, Il préside le collège électoral du département de l'Oise et est réélu, le 4 octobre 1816, député de ce département, au grand collège, par 101 voix sur 197 votants et 289 inscrits, contre 89 à M. Tronchon.
Le duc d'Estissac est créé officier de l'ordre royal de la Légion d'honneur le 24 août 1820.
Le 3 mai 1827, il entra à la Chambre des pairs, par droit héréditaire, en remplacement de son père, décédé.
En mai 1829, il vend le domaine de Bélesta, avant d'acheter le 31 juillet 1829 le château de La Roche-Guyon à son cousin Louis François de Rohan-Chabot, 8e duc de Rohan.
Il prête serment à Louis-Philippe Ier, après la révolution de Juillet 1830, et siège obscurément au palais du Luxembourg jusqu'en 1848. Il est Commandeur de la Légion d'honneur.

## Récapitulatif

### Titres
- Comte de La Rochefoucauld ;
- Duc d'Estissac (6 mai 1814[3] - 1817) ;
- Duc de Liancourt (1817-1827) ;
- 8e Duc de La Rochefoucauld (1827-1848) ;
- Prince de Marcillac[7] ;
- Pair de France :
  - 3 mai 1827 - février 1848 ;

### Décorations
- Légion d'honneur :
  - Officier (24 août 1820[3]), puis,
  - Commandeur de la Légion d'honneur[4] ;
- Chevalier de l'ordre royal et militaire de Saint-Louis[2].

| Chevalier de Saint-Louis |

### Armoiries
Burelé d'argent et d'azur, à trois chevrons de gueules brochant, celui du chef écimé,.

## Ascendance et postérité
Fils aîné de François XII (1747-1827), duc de La Rochefoucauld et de Félicité-Sophie de Lannion (1745-1830), le duc de La Rochefoucauld avait pour frères et sœurs :
- Alexandre-François de La Rochefoucauld (1767-1841), comte de La Rochefoucauld, marié en 1788 avec Adélaïde de Pyvart de Chastullé (1769-1814), dont postérité ;
- Aglaé Emilie Joséphine de La Rochefoucauld (1774-1789) ;
- Frédéric Gaëtan de La Rochefoucauld (1779-1863), marquis de Liancourt, marié en 1808 avec Marie Caroline Petronilla Schall de Bell (vers1794/1795-1870), « gräfin » von Schall-Riaucour, dont postérité ;

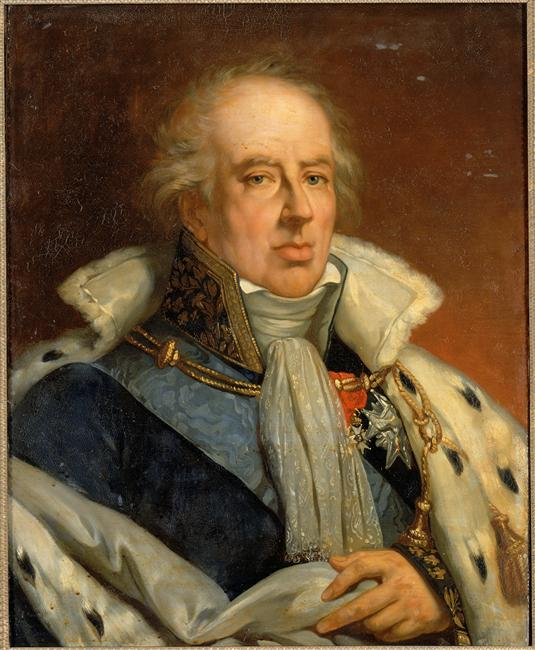
François XII (1747-1827), duc de La Rochefoucauld, père du duc François XIII
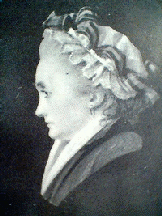
Félicité de Lannion (1745-1830), duchesse de La Rochefoucauld, mère du duc
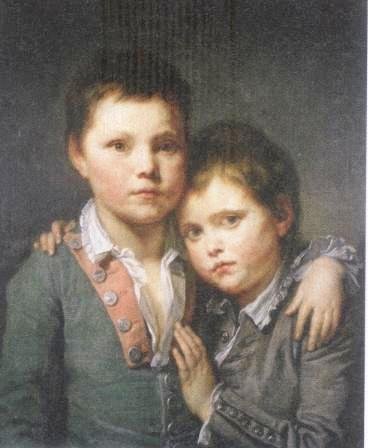
Portrait de François et d'Alexandre de La Rochefoucauld, Jean-Baptiste Greuze, vers 1772-1775
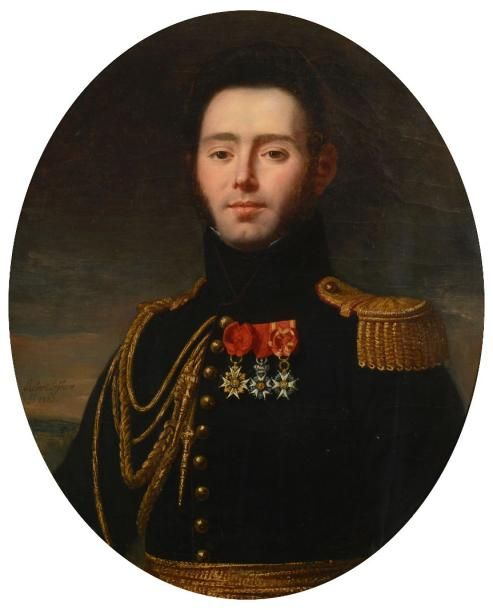
François XIV de la Rochefoucauld, fils du duc, par Robert Lefèvre, 1823

- François Armand Fréderic de La Rochefoucauld-Liancourt épousa, le 24 septembre 1794 à Gorchem (Pays-Bas) (contrat de mariage du 14 septembre 1794)[10], Marie-Françoise de Tott (Constantinople, 18 mars 1770 - Paris, 3 janvier 1854), fille de François, baron, de Tott (1733-1793) et de Marie Rambaud. Ensemble, ils eurent[3] :
  - François XIV Marie Auguste Armand Émilien de La Rochefoucauld (17 décembre 1794 - 11 décembre 1874), prince de Marcillac (1794-1827), duc de Liancourt (1827-1848), 13e duc de La Rochefoucauld (1848-1874), officier de la Légion d'honneur, chevalier de Saint-Louis, marié (Paris, 10 juin 1817) avec Zénaïde de Chapt de Rastignac (1798-1875), dame de Montmirail, dont :
    - Les ducs de La Rochefoucauld ;
    - Les ducs de La Roche-Guyon,
    - Georges de La Rochefoucauld (Paris, 8 mars 1828 - Paris, 3 décembre 1861) ;

  - Le comte Olivier Joseph Marie Alexandre de La Rochefoucauld (Altona, 4 mai 1797, Paris 22 avril 1885), marié le 27 septembre 1825 à Villebon (Eure-et-Loir), avec Rosine Cuillier-Perron (1808-1852), fille de Pierre François Cuillier-Perron (1753-1834), sans postérité, puis, à Paris le 19 septembre 1853 avec Augustine Euphrosine Montgomery (1827-1909), dont :
    - Postérité subsistante ;

  - Françoise Charlotte Blanche Sophie de La Rochefoucauld (Altona, 23 avril 1799 - Argueil, 5 mars 1877), mariée, le 27 octobre 1824 à Beauvais, avec Jacques-Dominique-Armand, marquis de Castelbajac (1787-1864), maréchal des camps et armées du roi, dont postérité ;
  - Le comte Charles-Frédéric de La Rochefoucauld (Crèvecœur-le-Grand, 9 juin 1802 - Paris, 10 janvier 1895), marié le 27 septembre 1825 à Villebon (Eure-et-Loir), avec Anne-Charlotte Cuillier-Perron (1809-1892), fille de Pierre François Cuillier-Perron (1753-1834), dont :
    - Françoise Charlotte Victorine Marie de La Rochefoucauld (Paris, 15 février 1844 - Fribourg (Suisse), 25 décembre 1921), mariée, le 16 septembre 1865 à Paris, avec Pietro (1845-1885), prince Aldobrandini, dont postérité ;

  - Le comte Marie Thomas Auguste Hippolyte de La Rochefoucauld (Liancourt (Oise), 13 août 1804 - Paris, 11 janvier 1893), ministre plénipotentiaire, commandeur de la Légion d'honneur (29 décembre 1843)[11], grand-croix de l'Ordre de Louis de Hesse, grand-croix de l'Ordre de Saint-Joseph, chevalier de l'Ordre de Charles III d'Espagne, marié, le 26 août 1833 à Paris, avec Elisabeth Duroux (1815-1875), dont
    - François Louis Nicolas Gaston de La Rochefoucauld (Vienne (Autriche), 28 août 1834 - Biarritz 28 juillet 1915), ministre plénipotentiaire, marié, le 20 août 1870 à Biarritz, avec Emilie Victorine Elisabeth Rumbold (1830-1904), baronne von Delmar, sans postérité ;
    - Aimery Marie François Anatole de La Rochefoucauld (Paris, 3 septembre 1843 - Paris, 10 juin 1920 - Paris), créé « Prince et comte de La Rochefoucauld » par le roi de Bavière, marié, le 10 juillet 1874 à Paris, avec Henriette de Mailly-Nesle (1852-1913), dont :
      - Gabriel de La Rochefoucauld (Paris, 13 septembre 1875 - Paris, 18 avril 1942 - Paris), marié avec Odile Chapelle de Jumilhac de Richelieu (1879-1974), dont :
        - Alice Élisabeth Anne de La Rochefoucauld (Paris VIIIe, 23 janvier 1906 - Davos (Grisons, Suisse), 12 octobre 1980), présidente fondatrice des Vieilles maisons françaises, mariée le 3 juillet 1928 à Paris (divorcés en 1948), avec Armand de Gontaut-Biron (1893-1970), marquis de Biron, sans postérité, remariée en 1948 avec Jean, marquis de Amodio (1909-2003), sans postérité ;

  - Fanny-Marie-Blanche-Françoise de la Rochefoucauld (Paris, 29 novembre 1807 - Paris, 19 novembre 1848), mariée le 25 février 1828 avec Armand Alexis de Montault (1804-1891), comte de Montault, dont postérité ; maîtresse en 1837 de Anatole Demidoff, elle en eut un fils naturel d'où postérité.